# Dumbrăvița, Hunedoara
Dumbrăvița este un sat în comuna Ilia din județul Hunedoara, Transilvania, România.

## Imagini

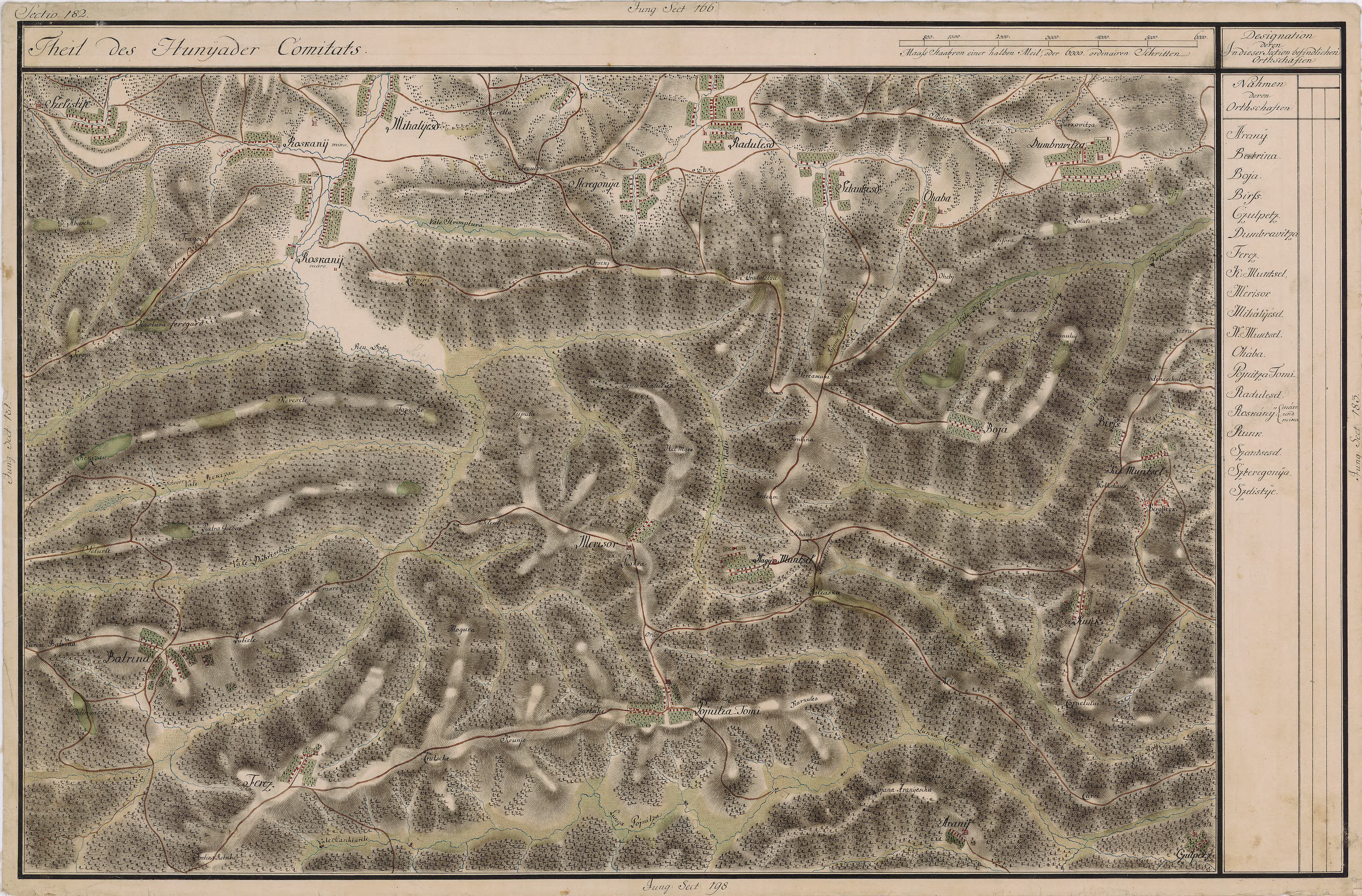
Dumbrăvița în Harta Iosefină a Transilvaniei, 1769-1773